# Emmy van Deurzen

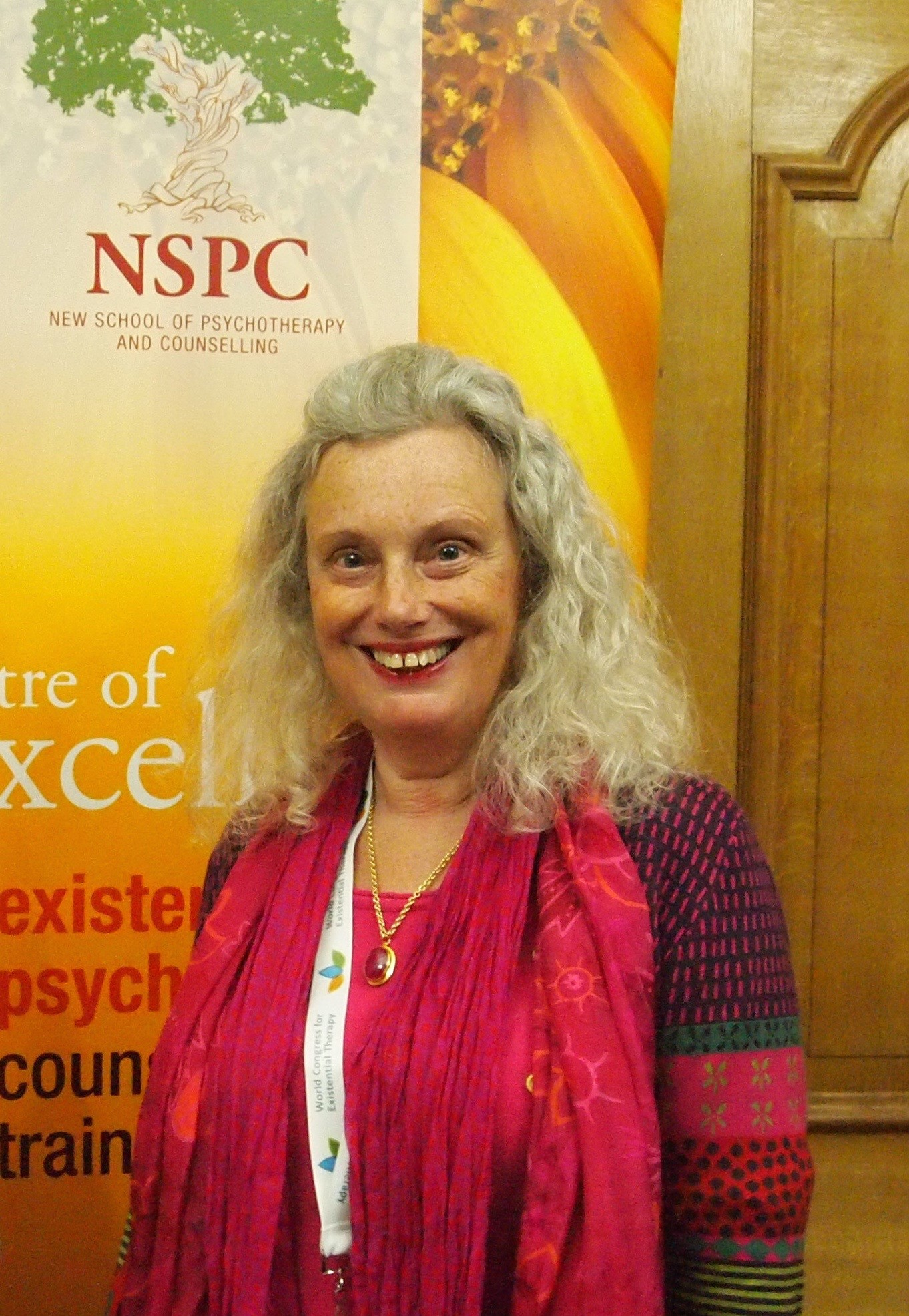
Foto 2016

Emmy van Deurzen (Den Haag, 13 december 1951) is een Nederlands psycholoog. Zij ontwikkelde een filosofische therapie gebaseerd op de existentiële fenomenologie.

## Biografie
Van Deurzen groeide op in Den Haag, en ging daarna naar Frankrijk om te studeren. Daar studeerde ze met twee masters, in filosofie, aan de Universiteit van Montpellier, en een in klinische psychologie, aan de Universiteit van Bordeaux. Zij schreef een thesis over fenomenologie en psychiatrie bij zelfmoordpogingen in relatie tot eenzaamheid en verlatenheid.
Ze werkte als psychotherapeut in Frankrijk en verhuisde in 1977 naar het Verenigd Koninkrijk, waar ze betrokken raakte bij antipsychiatrisch activisme en enige tijd samenwerkte met Ronald Laing. Ze ontwikkelde een eigen versie van existentiële therapie en werd docent aan de Antioch University. Toen haar onderwijsprogramma verhuisde naar Regent's University London, kreeg ze ook daar een aanstelling.
Van Deurzen publiceerde in 1987 haar eerste boek over haar methode. Het jaar daarop richtte ze de Society for Existential Analysis (SEA) op, evenals het Journal of Existential Analysis op. Na haar vertrek bij Regent's University richtte ze de New School for Psychotherapy and Counselling op, evenals een centrum voor conflictoplossing. Ze promoveerde in 2003 op Heideggers concepten van authenticiteit en onechtheid en hun relevantie voor psychotherapie aan de City University in Londen.
In 2005 werd ze honorair hoogleraar aan de Universiteit van Sheffield. Ze heeft veel gepubliceerd over existentiële therapie en haar werk is in meer dan tien talen vertaald. Ze droeg tal van ideeën bij aan existentiële therapie, waaronder dat van het vierwereldenmodel en het emotionele kompas.
In 2014 richtte zij samen met haar echtgenoot Digby Tantam de Existential Academy op, een organisatie voor opleidingen in West Hampstead, waar ze vijf masterprogramma's en twee doctoraalprogramma's aanbieden in samenwerking met Middlesex University, evenals een reeks korte cursussen.
In 2021 schreef zij een stuk in The Independent, waarin ze beschreef dat ze vanwege de Brexit een aanvraag moest doen om Brits staatsburger te worden teneinde in Engeland te kunnen blijven. Ook sprak ze hierin haar zorgen uit over de toename van vreemdelingenhaat, racisme en onverdraagzaamheid in het Verenigd Koninkrijk.

## Functies en onderscheidingen
Zoals vermeld door de Universiteit van Sheffield .
- 2007–2008 - Visiting Associate, Darwin College, Universiteit van Cambridge
- 2006 - Fellow, Britse Raad voor Psychotherapie
- 2005 - Honorary Fellow, Zweedse Vereniging voor Existentiële Psychotherapie (SEPT)
- 2005 - Ereprofessor, Universiteit van Sheffield
- 2001 - Fellow, British Association for Counseling en Psychotherapie (BACP)
- 1999 - Fellow, British Psychological Society (BPS)
- 1999-2002 - Officiële afgevaardigde bij de Raad van Europa, voor de European Association for Psychotherapy (EAP)
- 1998–1999 - voorzitter van de British Psychological Society, sectie Psychotherapie
- 1998 - Europees certificaat voor psychotherapie
- 1997–1999 - voorzitter van de Universities Psychotherapy Association (UPCA)
- 1995–2002 - Ambassadeur van de Europese Vereniging voor Psychotherapie (EAP).

## Boeken
- Rising from Existential Crisis: Living Beyond Calamity, (2021) Monmouth: Monmouth: PCCS-boeken.
- Wiley World Handbook for Existential Therapy, (2019) Samen met Craig, E., Schneider K. Längle, A., Tantam, D. en du Plock, S, London: Wiley
- Existential Therapy: Distinctive Features, Londen: Routledge. (2018) Co-auteur Claire Arnold-Baker.
- kills in Existential Counselling and Psychotherapy, 2e editie (2016). Co-auteur Martin Adams, Londen: Sage .
- Paradox and Passion in Psychotherapy, tweede editie (2015). Chichester: Wiley
- Existential Perspectives on Relationship Therapy (2013). Editor samen met Susan Iacovou, Londen: Palgrave Macmillan.
- Existential Psychotherapy and Counselling in Practice, derde editie (2012), Londen: Sage Publications
- Existential Perspectives on Coaching (2012). Editor, samen met Monica Hanway, Londen: Palgrave, Macmillan
- Skills in Existential Counselling and Psychotherapy (2011). Co-auteur Martin Adams, London: Sage Publications
- Everyday Mysteries: A Handbook of Existential Psychotherapy, tweede editie (2010), Londen: Routledge
- Existentiële perspectieven op toezicht (2009). Editor samen met Sarah Young, Londen: Palgrave Macmillan
- Psychotherapy and the Quest for Happiness (2008), Londen: Sage Publications
- Dictionary of Existential Psychotherapy and Counselling (2005). Met Raymond Kenward, Londen: Sage
- Existential Perspectives on Existential and Human Issues (2005). Editor samen met Claire Arnold-Baker, Basingstoke: Palgrave, Macmillan
- Existential Psychotherapy and Counselling in Practice, tweede editie (2002), Londen: Sage
- Paradox and Passion in Psychotherapy (1998), Chichester: Wiley
- Everyday Mysteries: Existential Dimensions of Psychotherapy (1997), Londen: Routledge
- Existential Counselling in Practice (1988), Londen: Sage

## Interviews met Emmy van Deurzen
- 2014: on her life and experiences from a career
- 2014: about Existential Therapy and Coaching and how they can be helpful to people's lives
- 2020 what is existential therapy?
- 2020: interview
- 2022: .youtube.com/watch?v=jdt7mBUlBGQ about her existential therapy

Emmy las haar essay 'Becoming an Existential Therapist' voor op BBC Radio 3 op 15 november 2013